# 王党派詩人
王党派詩人（おうとうはしじん、Cavalier poet）は、17世紀イングランドの詩人たちの一派。「キャヴァリアー（Cavalier）」という名前はイングランド内戦期（1641年 - 1653年）に王チャールズ1世の支持者であった王党派の呼び名「騎士党」に由来する。その生活様式・宗教によって、議会派（円頂党）側のピューリタンたちと区別される。王党派詩人の多くは軽いスタイルで、テーマは普通、非宗教的なものだった。
王党派詩人には、ベン・ジョンソン、ロバート・ヘリック（Robert Herrick）、リチャード・ラヴレース（Richard Lovelace）、トマス・カリュー（Thomas Carew）、サー・ジョン・サックリング（John Suckling）らが含まれる。
王党派詩人のほとんどは廷臣だったが、例外もあった。例えば、ロバート・ヘリックは廷臣ではなかったが、そのスタイルは王党派詩人の特徴をはっきりと示している。